# Дердевил (ТВ серија)
Дердевил (енгл. Daredevil) је америчка телевизијска серија коју је креирао Дру Годард за Нетфликс по мотивима из истоименог Марвеловог стрипа. Радња је смештена у Марвелов филмски универзум и преплиће се са филмовима из те франшизе. 
Чарли Кокс глуми Мета Мердока/Дердевила, слепог адвоката дању, а ноћу маскираног осветника који се бори против криминалаца. Поред њега у серији наступају Елден Хенсон као Френклин „Фоги” Нелсон − Мердоков најбољи пријатељ и партнер у фирми, Дебора Ен Вол као Карен Пејџ − прва муштерија у њиховој адвокатској фирми која им се придружује. Серија је снимана у Њујорку.
Првих 13 епизода прве сезоне нашле су се на Нетфликсовом стриминг сервису 10. априла 2015. године, док је друга сезона изашла 18. марта 2016. године, а трећа 19. октобра 2018. године. Спиноф серија Панишер о истоименом лику из друге сезоне, објављена је у новембру 2017. године. Наставак серије, Дердевил: Поново рођен, изашао је 2025. године.
У Србији се приказује од 13. јуна 2020. године на каналу Нова С, титлована на српски језик.

## Радња
Прва сезона серије прати адвоката Мета Мердока који је као дечак изгубио вид због изложености радиоактивној супстанци и која му је појачала остала чула изнад људских способности. Он ове моћи користи како би се ноћу борио против криминалаца на улицама Њујорка, те открива криминалну заверу иза које стоји Вилсон Фиск, њујоршки тајкун.
У другој сезони, Мердок наставља да балансира живот адвоката и Дердевила, а притом му се пут укршта са Френком Каслом / Панишером, осветником чије су методе много смртоносније од Дердевилових. Такође, обнавља романсу са својом мистериозном бившом девојком − Електром Начиос.
У трећој сезони, након што је Фиск пуштен из затвора, Мердок, који се месецима води као нестао, поново се појављује као сломљен човек и мора да одлучи између тога да се сакрије од света као адвокат за кривична дела или да прихвати свој живот као осветнички херој.

## Улоге
| Глумац            | Улога                       |
| ----------------- | --------------------------- |
| Чарли Кокс        | Мет Мердок / Дердевил       |
| Дебора Ен Вол     | Карен Пејџ                  |
| Елден Хенсон      | Френклин „Фоги” Нелсон      |
| Тоби Ленард Мур   | Џејмс Весли                 |
| Вонди Кертис-Хол  | Бен Јурик                   |
| Боб Гантон        | Лиланд Оулсли               |
| Ајелет Зорер      | Ванеса Маријана             |
| Росарио Досон     | Клер Темпл                  |
| Винсент Д'Онофрио | Вилсон Фиск / Кингпин       |
| Џон Бернтал       | Френк Касл / Панишер        |
| Елоди Јунг        | Електра Начиос              |
| Стивен Рајдер     | Блејк Тауер                 |
| Џоана Воли        | Меги Грејс                  |
| Џеј Али           | Рахул „Реј” Надим           |
| Вилсон Бетел      | Бенџамин „Декс” Поиндекстер |

## Епизоде

### Сезона 1 (2015)
| Број епизоде | Број епизоде у сезони | Оригиналан наслов           | Датум објаве    |
| ------------ | --------------------- | --------------------------- | --------------- |
| 1            | 1                     | "Into the Ring"             | 10. април 2015. |
| 2            | 2                     | "Cut Man"                   | 10. април 2015. |
| 3            | 3                     | "Rabbit in a Snowstorm"     | 10. април 2015. |
| 4            | 4                     | "In the Blood"              | 10. април 2015. |
| 5            | 5                     | "World on Fire"             | 10. април 2015. |
| 6            | 6                     | "Condemned"                 | 10. април 2015. |
| 7            | 7                     | "Stick"                     | 10. април 2015. |
| 8            | 8                     | "Shadows in the Glass"      | 10. април 2015. |
| 9            | 9                     | "Speak of the Devil"        | 10. април 2015. |
| 10           | 10                    | "Nelson v. Murdock"         | 10. април 2015. |
| 11           | 11                    | "The Path of the Righteous" | 10. април 2015. |
| 12           | 12                    | "The Ones We Leave Behind"  | 10. април 2015. |
| 13           | 13                    | "Daredevil"                 | 10. април 2015. |

### Сезона 2 (2016)
| Број епизоде | Број епизоде у сезони | Оригиналан наслов                   | Датум објаве   |
| ------------ | --------------------- | ----------------------------------- | -------------- |
| 14           | 1                     | "Bang"                              | 18. март 2016. |
| 15           | 2                     | "Dogs to a Gunfight"                | 18. март 2016. |
| 16           | 3                     | "New York's Finest"                 | 18. март 2016. |
| 17           | 4                     | "Penny and Dime"                    | 18. март 2016. |
| 18           | 5                     | "Kinbaku"                           | 18. март 2016. |
| 19           | 6                     | "Regrets Only"                      | 18. март 2016. |
| 20           | 7                     | "Semper Fidelis"                    | 18. март 2016. |
| 21           | 8                     | "Guilty as Sin"                     | 18. март 2016. |
| 22           | 9                     | "Seven Minutes in Heaven"           | 18. март 2016. |
| 23           | 10                    | "The Man in the Box"                | 18. март 2016. |
| 24           | 11                    | ".380"                              | 18. март 2016. |
| 25           | 12                    | "The Dark at the End of the Tunnel" | 18. март 2016. |
| 26           | 13                    | "A Cold Day in Hell's Kitchen"      | 18. март 2016. |

### Сезона 3 (2018)
| Број епизоде | Број епизоде у сезони | Оригиналан наслов     | Датум објаве      |
| ------------ | --------------------- | --------------------- | ----------------- |
| 27           | 1                     | "Resurrection"        | 19. октобар 2018. |
| 28           | 2                     | "Please"              | 19. октобар 2018. |
| 29           | 3                     | "No Good Deed"        | 19. октобар 2018. |
| 30           | 4                     | "Blindisided"         | 19. октобар 2018. |
| 31           | 5                     | "The Perfect Game"    | 19. октобар 2018. |
| 32           | 6                     | "The Devil You Know"  | 19. октобар 2018. |
| 33           | 7                     | "Aftermath"           | 19. октобар 2018. |
| 34           | 8                     | "Upstairs/Downstairs" | 19. октобар 2018. |
| 35           | 9                     | "Revelations"         | 19. октобар 2018. |
| 36           | 10                    | "Karen"               | 19. октобар 2018. |
| 37           | 11                    | "Reunion"             | 19. октобар 2018. |
| 38           | 12                    | "One Last Shot"       | 19. октобар 2018. |
| 39           | 13                    | "A New Napkin"        | 19. октобар 2018. |